# Нижний Искубаш
Ни́жний Искуба́ш (тат. Түбән Өскебаш) — село в Кукморском районе Республики Татарстан, административный центр Нижнеискубашского сельского поселения.

## Этимология названия
Топоним произошёл от татарского слова «түбән» (нижний) и ойконима «Югары Өскебаш» (Верхний Искубаш).

## География
Село находится на реке Искубаш, в 27 км к юго-востоку от районного центра, города Кукмора.

## История
Село упоминается в первоисточниках с 1678 года.
В сословном плане, вплоть до 1860-х годов жителей села причисляли к государственным крестьянам. Их основными занятиями в то время были земледелие, скотоводство.
По сведениям из первоисточников, в 1890 году в селе действовали мечеть, медресе, в начале XX столетия — мечеть, мектеб.
С 1930 года в селе работали коллективные сельскохозяйственные предприятия, с 2007 года — сельскохозяйственные предприятия в форме ООО.
Административно, до 1920 года село относилось к Мамадышскому уезду Казанской губернии, с 1920 года — к Мамадышскому кантону, с 1932 года (с перерывом) — к Кукморскому району Татарстана.

## Население
Динамика
По данным переписей, население села увеличивалось с 65 душ мужского пола в 1782 году до 1206 человек в 1926 году. В последующие годы численность населения села уменьшалась и в 2017 году составила 416 человек.
Национальный состав
Согласно результатам переписи 2002 года, в национальной структуре населения села татары составляли 99% из 474 человек.

## Экономика
Жители занимаются молочным скотоводством, работают преимущественно в ООО «Уныш» и крестьянских (фермерских) хозяйствах.

## Социальные объекты
В селе также действуют средняя школа, дом культуры, библиотека, фельдшерско-акушерский пункт.

## Религиозные объекты
2 мечети.